# 潘相
潘相（？—？），字润章，号经峰，湖南安乡东高里人。

## 生平
乾隆六年（1741年）拔貢，乾隆二十八年（1763年）进士，充武英殿校书，後入国子监琉球官学任教。乾隆四十三年，丁憂归里。乾隆四十五年补授云南昆阳州知州。著有《琉球入学见闻录》。